# Michel Gurfinkiel
Michel Gurfinkiel (* 1. August 1948 in Paris) ist ein französischer Publizist und Politikberater. Er wurde als Islamkritiker bekannt. Seine Thesen zu einer möglichen Islamisierung Frankreichs führten zu Kontroversen.

## Leben und Werk
Gurfinkiel entstammt einer jüdisch-französischen Familie. Er arbeitet für diverse internationale Zeitungen. Hauptsächlich publiziert er in der Valeurs Actuelles. Er veröffentlichte Artikel in Le Spectacle du Monde, Commentary, The Wall Street Journal, The New York Sun, The Middle East Quarterly, The Weekly Standard und der The Jerusalem Post. Seit 2003 ist er Leiter des Jean-Jacques Rousseau Instituts (JJRI) für Geopolitik.

## Positionen
Einer breiten Öffentlichkeit wurde er zu seinen Thesen über eine mögliche Islamisierung Frankreichs bekannt. Gemäß den Thesen Gurfinkiels hätte der französische Nationalstaat sich als Idee überlebt. Vielmehr würde die Unterschiedlichkeit der Bevölkerung und ihrer Religionen zu einer Balkanisierung des Landes führen. Frankreich würde in wenigen Jahrzehnten mit dem heutigen Libanon vergleichbar sein. Die in Frankreich traditionelle Trennung von Religion und Staat würde zudem durch die Politik aufgeweicht werden.

## Veröffentlichungen
- Israël, géopolitique d'une paix. Editions Michalon, 1996, ISBN 2-7028-1957-5.
- Le Retour de la Russie. avec Vladimir Fedorovski, O. Jacob, 2001, ISBN 2-7381-0744-3.
- La Cuisson du homard : réflexion intempestive sur la nouvelle guerre d'Israël. Michalon, 2001, ISBN 2-84186-152-X.
- Le Roman d'Odessa. Éd. du Rocher, 2005, ISBN 2-268-05309-1.
- Le testament d'Ariel Sharon. Éd. du Rocher,  2006, ISBN 2-268-05861-1.
- Le Roman d'Israël. Éd. du Rocher, 2008, ISBN 978-2-268-06441-3.
- Un devoir de mémoire. Éd. Alphée-J.-P. Bertrand, 2008, ISBN 978-2-7538-0353-4.

## Referenzen
- Website von Gurfinkiel
- Website des Jean-Jacques Rousseau Instituts (JJRI) für Geopolitik

## Presseartikel
- Jaques Schuster: "Dem Libanon ähnlich" - wie der Publizist Michel Gurfinkiel Frankreichs Zukunft sieht. In: Die Welt.  16. März 2006.
- Mariam Lau: Zeigen wir Stärke. Der Kampf gegen den Judenhass ist längst ein Grundkonsens westlicher Gesellschaften - Debatte. In: Die Welt. 28. April 2004.
- Jacques Schuster: Neue Eintracht. In: Die Welt. 5. Dezember 2005.
- Michel Gurfinkiel: Islam in France: The French Way of Life Is in Danger. In: Middle East Quarterly. März 1997, Vol. IV, Nr. 1, S. 19–29.
- Michel Gurfinkiel: France's Le Pen To Strike a Deal With Muslims. In: NYSun. 17. Februar 2006.

| Personendaten    | Personendaten           |
| ---------------- | ----------------------- |
| NAME             | Gurfinkiel, Michel      |
| KURZBESCHREIBUNG | französischer Publizist |
| GEBURTSDATUM     | 1. August 1948          |
| GEBURTSORT       | Paris                   |